# 9 أغسطس
- السبت
- الأحد
- الاثنين
- الثلاثاء
- الأربعاء
- الخميس
- الجمعة

- 261 صفر 1447  هـ
- 272 صفر 1447  هـ
- 283 صفر 1447  هـ
- 294 صفر 1447  هـ
- 305 صفر 1447  هـ
- 316 صفر 1447  هـ
- 17 صفر 1447  هـ
- 28 صفر 1447  هـ
- 39 صفر 1447  هـ
- 410 صفر 1447  هـ
- 511 صفر 1447  هـ
- 612 صفر 1447  هـ
- 713 صفر 1447  هـ
- 814 صفر 1447  هـ
- 915 صفر 1447  هـ
- 1016 صفر 1447  هـ
- 1117 صفر 1447  هـ
- 1218 صفر 1447  هـ
- 1319 صفر 1447  هـ
- 1420 صفر 1447  هـ
- 1521 صفر 1447  هـ
- 1622 صفر 1447  هـ
- 1723 صفر 1447  هـ
- 1824 صفر 1447  هـ
- 1925 صفر 1447  هـ
- 2026 صفر 1447  هـ
- 2127 صفر 1447  هـ
- 2228 صفر 1447  هـ
- 2329 صفر 1447  هـ
- 241 ربيع الأول 1447  هـ
- 252 ربيع الأول 1447  هـ
- 263 ربيع الأول 1447  هـ
- 274 ربيع الأول 1447  هـ
- 285 ربيع الأول 1447  هـ
- 296 ربيع الأول 1447  هـ
- 307 ربيع الأول 1447  هـ
- 318 ربيع الأول 1447  هـ
- 19 ربيع الأول 1447  هـ
- 210 ربيع الأول 1447  هـ
- 311 ربيع الأول 1447  هـ
- 412 ربيع الأول 1447  هـ
- 513 ربيع الأول 1447  هـ

9 أغسطس أو 9 آب أو يوم 9 \ 8 (اليوم التاسع من الشهر الثامن) هو اليوم الحادي والعشرون بعد المئتين (221) من السنوات البسيطة، أو اليوم الثاني والعشرون بعد المئتين (222) من السنوات الكبيسة وفقًا للتقويم الميلادي الغربي (الغريغوري). يبقى بعده 144 يوما لانتهاء السنة.

## أحداث
- 70 - الاعتقاد بتدمير هيكل سليمان بالقدس على يد الرومان.
- 833 - المُعْتَصِم بالله يخلف أخاهُ المأمُون في الخِلافة العبَّاسِيَّة بسبب وفاته ويُصبح ثامن خلفاء الدولة.
- 1805 - زيبولون بايك يبدأ رحلة من سانت لويس لاستكشاف مصب نهر المسيسيبي.
- 1842 - توقيع معاهدة وبستر-أشبرتون.
- 1892 - مدينة فاكافيلي بمقاطعة سولانو في ولاية كاليفورنيا تحصل على صفة مدينة.
- 1896 - الطيران الأخير لرائد الطيران الألماني أوتو ليلينتال، والذي نجم عنه سقوطه ثم وفاته في اليوم التالي.
- 1928 - مصطفى كمال أتاتورك يطلع المشاركين في احتفال «كلخانه» من حزب الشعب الجمهوري على الحروف اللاتينية المزمع استخدامها في كتابة اللغة التركية تمهيدًا لما عرف بالانقلاب اللغوي.
- 1929 - اندلاع ثورة البراق في مدينة القدس إبان الانتداب البريطاني على فلسطين.
- 1942 - قوات الاستعمار البريطانية في الهند تعتقل مهاتما غاندي بعد إطلاقه المقاومة السلمية للاحتلال.
- 1945 - الولايات المتحدة تسقط قنبلة ذرية أطلق عليها اسم الرجل البدين على مدينة ناغاساكي أودت بحياة من 60000 إلى 80000 نسمة.
- 1956 - استقلال سنغافورة عن ماليزيا.
- 1960 - اعتماد علم جمهورية الغابون رسميًا.
- 1967 - ستون من كبار أثرياء اليهود في العالم يعقدون مؤتمرًا في القدس يتعهدون فيه بدعم إسرائيل ماليًا.
- 1971 - توقيع معاهدة صداقة وتعاون بين الهند والاتحاد السوفيتي.
- 1990 -
  - مجلس الأمن الدولي يتبنى بالاجماع «القرار رقم 662» الذي يعتبر أن ضم الكويت إلى العراق أيًا كان الشكل والذريعة ليس له أي أساس قانوني وهو ملغي وكأنه لم يكن، ويطلب من جميع الدول والمنظمات الدولية والمؤسسات المختصة عدم الاعتراف بهذا الضم والامتناع عن أي إجراء وأي اتصال يمكن أن يفسر بأنه اعتراف غير مباشر بالضم.
  - السعودية تقرر استقدام قوات الحلفاء لمواجهة الغزو العراقي للكويت.
- توصية من محمد مهدي صالح وزير التجاري العراقي، لصدام حسين رئيس العراق باعتماد نظام الحصة التموينية تجنباً لمجاعة محتملة بعد فرض حصار اقتصادي على العراق.
- 1991 - وزراء خارجية دُول منظمة التعاون الإسلامي يؤيدون في مؤتمرهم الذي عقد في إسطنبول بتركيا إبقاء الحصار على العراق.
- 1993 -
  - البابا يوحنا بولس الثاني يقدم اعتذارًا عن تورط الكاثوليك في تجارة الرقيق في أفريقيا.
  - تتويج الأمير ألبير ملكًا على بلجيكا تحت اسم ألبير الثاني.
- 1999 - الرئيس الروسي بوريس يلتسن يقيل رئيس وزرائه سيرجي ستيبلاشين بعد ثلاثة شهور من توليه مهامة بدون إبداء الأسباب، ويكلف بدلًا منه رئيس المخابرات وسكرتير مجلس الأمن القومي فلاديمير بوتين بمهام رئيس الوزراء بالوكالة.
- 2001 - كتائب القسام تنفذ هجومًا داخل الأراضي الفلسطينية المحتلة عام 1948، وتقتل 19 شخصاً في عملية مطعم سبارو.
- 2005 - مكوك الفضاء ديسكفري يهبط بسلام في «قاعدة إدواردز لسلاح الجو» في كاليفورنيا في أول رحلة مكوكية منذ انفجار المكوك كولومبيا في 2 فبراير 2003.
- 2012 -
  - الرئيس السوري بشار الأسد يعين وزير الصحة وائل الحلقي رئيسًا للوزراء، وذلك بعد أيام من انشقاق رئيس الوزراء السابق رياض فريد حجاب.
  - الجيش السوري يقصف قلعة حلب وذلك بعد تحصن قوات الجيش السوري الحر بالقرب منها.
- 2014 -
  - محكمة القضاء الإداري المصرية تحكم بحل حزب الحرية والعدالة الذراع السياسي لجماعة الإخوان المسلمين في مصر.
  - مقتل 15 جنديًا يمنيًا في مجزرة الحوطة بعد اختطافهم من قبل عناصر من تنظيم القاعدة في محافظة حضرموت.
- 2015 - رئيس مجلس الوزراء العراقي حيدر العبادي يعلن عن حزمة قرارات أبرزها إلغاء مناصب نواب رئيس الجمهورية (نوري المالكي وأسامة النجيفي وإياد علاوي) ونواب رئيس مجلس الوزراء (بهاء الأعرجي وصالح المطلك وروز نوري شاويس) في استجابة للاحتجاجات الشعبية.
- 2016 - تتويج ريال مدريد بكأس السوبر الأوروبي بعد فوزه على فريق إشبيلية بنتيجة 3-2.
- 2018 -
  - مقتل 50 شخصًا على الأقل -غالبيتهم من الأطفال- جرّاء قصف قوات التحالف بقيادة السعودية لحافلة أطفال في منطقة ضحيان بمحافظة صعدة في اليمن.
  - زلزال بقوة 5.9 ريختر يضرب جزيرة لومبوك الأندونيسية، ويخلف 319 قتيلا.
- 2021 - اللجنة الدولية للتغيرات المناخية التابعة للأمم المتحدة تصدر الجزء الأول من التقرير السادس حول تغير المناخ وآثاره.
- 2024 - تحطم طائرة رحلة طيران لينهاس رقم 2283 في ولاية ساو باولو البرازيلية، ومقتل 62 شخصًا كانوا على متنها.

## مواليد
- 1631 - جون درايدن، شاعر إنجليزي.
- 1776 - أميديو أفوجادرو، عالم فيزياء إيطالي.
- 1889 - إبراهيم المازني، كاتب وأديب مصري.
- 1896 - جان بياجيه، عالم نفس سويسري.
- 1904 - جيمس أوغسطين شانون، أخصائي أمريكي بطب الكلى.
- 1911 - وليام فاولر، عالم فيزياء أمريكي حاصل على جائزة نوبل في الفيزياء عام 1983.
- 1922 - كلاوس نونيمان، أديب ألماني.
- 1927 - مارفن مينسكي، عالم أمريكي مختص بالعلوم الإدراكية والمعرفية في مجال الذكاء الاصطناعي.
- 1931 -
  - ماريو زاغالو، لاعب ومدرب كرة قدم برازيلي.
  - سميح الشريف، كاتب وشاعر أردني فلسطيني.
- 1932 - حورية حسن، مغنية وممثلة مصرية.
- 1938 -
  - ليونيد كوتشما، رئيس أوكرانيا.
  - رود ليفر، لاعب كرة مضرب أسترالي.
  - أوتو ريهاغل، لاعب ومدرب كرة قدم ألماني.
- 1939 - رومانو برودي، رئيس وزراء إيطاليا.
- 1944 -
  - جورج أرمسترونغ، لاعب ومدرب كرة قدم إنجليزي.
  - سام إليوت، ممثل أمريكي.
- 1947 - روي هدجسون، لاعب ومدرب كرة قدم إنجليزي.
- 1957 - ميلاني جريفيث، ممثلة أمريكية.
- 1961 ـ جون كي، رئيس وزراء نيوزيلندي.
- 1963 - ويتني هيوستن، مغنية أمريكية.
- 1968
  - إريك بانا، ممثل أسترالي.
  - جيليان أندرسون، ممثلة أمريكية، اشتهرت بدورها في مسلسل الملفات الغامضة.
- 1973 - فيليبو إنزاغي، لاعب كرة قدم إيطالي.
- 1976 - رونا ميترا، ممثلة إنجليزية.
- 1977 -
  - ميكائيل سيلفيستر، لاعب كرة قدم فرنسي.
  - بلقيس الملحم، شاعرة وكاتبة قصصية سعودية.
- 1978 -
  - غادة الفيحاني، ممثلة بحرينية.
  - أودري تاتو، ممثلة فرنسية.
  - ويسلي سونك، لاعب كرة قدم بلجيكي دولي.
- 1980
  - نادين سلامة، ممثلة فلسطينية مقيمة في سوريا.
  - نوريا كابانياس، لاعبة جمباز إيقاعي إسبانية.
- 1984
  - بول غالاغير، لاعب كرة قدم اسكتلندي.
  - رامز ديوب، لاعب كرة قدم لبناني دولي.
- 1986 - تانر أولماز، ممثل تركي.
- 1987 -
  - نهلة زكي، ممثلة مصرية.
  - فادي الشامي، ممثل سوري.
- 1989 - ستيفانو أوكاكا، لاعب كرة قدم إيطالي.
- 1991 - هانسيكا موتواني، ممثلة هندية.

## وفيات
- 117 - تراجان، الإمبراطور روماني الثالث عشر.
- 378 - فالنس، إمبراطور روماني.
- 833 - عَبدُ الله المأموُن، الخليفة العبَّاسي السَّابع.
- 1127 - كافور الصوري، محدّث مصري.
- 1173 - نجم الدين أيوب، سياسي وعسكري أيوبي.
- 1954 ـ ليو كاتس، كاتب روائي نمساوي، كتب بالألمانية والعبرية.
- 1957 - كارل كلاوبيرغ، طبيب نازي اتسم ببشاعة تجاربه في معسكرات الاعتقال النازية.
- 1962 - هرمان هيسه، أديب سويسري حاصل على جائزة نوبل في الأدب عام 1946.
- 1969 -
  - سيسل باول، عالم فيزياء بريطاني حاصل على جائزة نوبل في الفيزياء عام 1950.
  - شارون تايت، ممثلة أمريكية.
- 1977 - عبد العزيز المسعود، ممثل كويتي.
- 1994 - ثريا حلمي، ممثلة مصرية.
- 1999 - محمد فؤاد سراج الدين، سياسي مصري.
- 2000 - جون هارساني، اقتصادي أمريكي حاصل على جائزة نوبل في العلوم الاقتصادية عام 1994.
- 2005 - مصلح العازمي، نائب في مجلس الأمة الكويتي.
- 2008 -
  - محمود درويش، شاعر فلسطيني.
  - بيرني ماك، ممثل أمريكي.
- 2013 - سليمان العيسى، شاعر سوري.
- 2015 - وهبة الزحيلي، عالم مسلم وفقيه سوري.
- 2020 - إبراهيم الشرقاوي، ممثل مصري.
- 2023 - منحة زيتون، ممثلة مصرية.

## أعياد ومناسبات
- اليوم العالمي للسكان الأصليون في العالم.
- اليوم الوطني في سنغافورة.
- يوم النساء الوطني في جنوب أفريقيا.
- اليوم الوطني لقوات حفظ السلام في كندا.

## وصلات خارجية
- وكالة الأنباء القطريَّة: حدث في مثل هذا اليوم.
- النيويورك تايمز: حدث في مثل هذا اليوم.
- BBC: حدث في مثل هذا اليوم.